# Chantal Machabée
Chantal Machabée (née le 4 septembre 1964) est une journaliste sportive québécoise, animatrice de télévision et actuelle vice-présidente des communications des Canadiens de Montréal. À 24 ans, elle a marqué l’histoire en devenant la première femme à présenter un bulletin quotidien de nouvelles sportives au Québec.
Elle a passé plus de 32 ans au Réseau des sports (RDS) en tant que journaliste sportive, couvrant notamment l’actualité des sports québécois et les activités quotidiennes des Canadiens. Pendant cette période, elle est devenue la première femme à animer les diffusions des matchs des Canadiens de Montréal sur RDS.

## Enfance et éducation
Chantal est née le 4 septembre 1964 à Laval, au Québec, au 12 Place Chopin dans le quartier Duvernay. Son défunt père, André, et sa mère, Huguette Lapierre, travaillaient tous deux dans l'industrie de la parfumerie et des cosmétiques. Sa sœur, Manon, est propriétaire d’un magasin de produits pour animaux.
Chantal a déclaré qu’elle rêvait de devenir journaliste sportive pour Le Journal de Montréal. Cependant, son père, André, l’a encouragée à se diriger vers le journalisme politique, estimant qu’il y avait peu d’opportunités pour les femmes dans le journalisme sportif à l’époque. Curieusement, ses parents n’étaient pas de fervents amateurs de sport. Dans sa jeunesse, son père l’emmenait souvent écouter des discours de René Lévesque, un homme qu’elle admirait profondément.
La légende du hockey Guy Lafleur a éveillé la passion de Chantal pour le sport dès son plus jeune âge grâce à ses performances sur la glace dans les années 1970.
Enfant, elle répétait souvent qu’elle prendrait un jour la place de Lionel Duval. Il était son modèle, et elle rêvait de mener des entrevues entre les périodes lors des matchs de la Ligue nationale de hockey.
De 1981 à 1983, elle a étudié la littérature au Cégep Saint-Laurent.
À 17 ans, elle s’est portée volontaire comme statisticienne pour l’équipe de football des Patriotes au Cégep de Saint-Laurent, tout en travaillant comme journaliste sportive pour l’hebdomadaire Les Nouvelles/The News de Ville Saint-Laurent et le défunt Dimanche-Matin.
De 1983 à 1985, elle a étudié les sciences politiques à l’Université de Montréal.

## Carrière
Tout au long de sa carrière, débutée en 1985, elle a réalisé de nombreuses premières pour les femmes dans le domaine de la diffusion sportive au Québec et a contribué de manière significative à l'avancement des femmes dans les médias sportifs.
En 1985, elle a écrit pour La Presse canadienne et a travaillé comme reporter sportive pour le réseau radio NTR, notamment pour l'émission Sportivement vôtre sur CKSH (AM), animée par Gilles Péloquin.
À l'automne 1985, elle a coanimé l'émission musicale Graffiti aux côtés de Marc Carpentier, diffusée en soirée sur TVJQ,.
En 1986, elle a couvert la Coupe Memorial à Seattle, où une rencontre décisive pour sa carrière a eu lieu. « Denis Ricard de la Société Radio-Canada a apprécié mon travail et a organisé un test à l'écran pour moi. » Par la suite, elle a été affectée à la couverture de la Ligue canadienne de football et du hockey junior.
Plus tard en 1986, elle a rejoint le réseau TVA à Québec, où elle a couvert les Nordiques et animé l'émission Ça, c'est du sport!.
En 1988, elle est revenue à Montréal pour devenir présentatrice sportive, journaliste et rédactrice à TVA.
En 1989, à seulement 24 ans, Machabée a marqué l'histoire en devenant la première femme à animer un bulletin quotidien de nouvelles sportives au Québec en animant l'épisode inaugural de Sports 30 sur RDS.
Le 1er septembre 1989, elle a animé le tout premier épisode de Sports 30 aux côtés de Serge Deslongchamps, marquant ainsi la première émission en direct de la chaîne.
En 2004, Chantal est devenue la première femme à animer les diffusions de hockey des Canadiens de Montréal sur RDS, qu'elle coanimait avec son bon ami Jacques Demers.
Elle a été présentatrice pour le réseau V pendant sa couverture des Jeux Olympiques de Vancouver en 2010 et a participé au relais de la flamme olympique, portant la flamme à Les Rivières, au Québec,.
En 2011, Chantal et quelques-uns de ses collègues de RDS se sont rendus à Kandahar, en Afghanistan, pour rencontrer les soldats canadiens et produire des reportages télévisés.
En 2012, elle faisait partie du Consortium des Médias de Diffusion Olympique du Canada pour les Jeux Olympiques de Londres sur RDS.
Avant de revenir à la couverture des activités quotidiennes des Canadiens de Montréal en 2012, elle a passé près de 20 ans comme présentatrice du bulletin Sports 30. Elle était également animatrice et panéliste de l'émission de discussion sportive L'Antichambre.
En 2022, elle est devenue vice-présidente des communications pour les Canadiens de Montréal, succédant à Paul Wilson, qui a été licencié le 28 novembre 2021.

## Prix et distinctions
En 1998, elle et ses collègues Claude Mailhot, Charles Perreault, Guy Bertrand et Michel Lacroix ont reçu un prix Gémeaux pour le meilleur journal télévisé sportif.
En 2023, elle a reçu le prix Larry Fredericks Media.
En 2024, Machabée a reçu la Médaille d'honneur de l'Assemblée nationale.

## Filmographie
Sauf indication contraire, les informations mentionnées dans cette section peuvent être confirmées par la base de données cinématographiques IMDb,  présente dans la section « Liens externes ».

### Télévision
- Patrice Lemieux 24/7 : elle-même (2016)
- Un gars, une fille S9.E1: L'Électrocardiogramme (4 janvier 2024)
- En direct de l'univers

### Documentaire
- La Reconstruction: Au cœur des Canadiens de Montréal (2024)[19]
- Bob Bissonnette: Rockstar. Pis pas à peu près (2019)[20]

### Sources
- Guillaume Lefrançois, Chantal Machabée : désavantage numérique, Montréal, Éditions Hurtubise inc., 2018, 272 p. (ISBN 978-2-89781-142-6)

## Vie privée
Chantal Machabée a deux enfants avec son ex-conjoint : Simon, un pompier à Terrebonne, et Hugo, un col bleu à Mascouche.
Elle a divorcé en 2010 et a été publiquement liée à Denis Jones en 2014, lorsqu'ils sont apparus ensemble à la première de François Morency : Furieusement Calme. Leur relation a duré quelques mois.
Elle a déjà possédé un restaurant avec son ex-conjoint et un couple d'amis : Le bistro St-Pierre dans le Vieux-Terrebonne.